# تساپالوفکا
تساپالوفکا (انگلیسی: Tsapalovka) یک شهرک در شهرستان گافوریسکی استان باشقیرستان کشور روسیه است.